# بوب ليفلي
بوب ليفلي (بالإنجليزية: Bob Lively)‏ هو عازف جاز أمريكي، ولد في 10 فبراير 1923، وتوفي في 15 سبتمبر 1974.